# Karolina Szablewska (lekkoatletka)
Karolina Ogłoszka, de domo Szablewska (ur. 20 listopada 1988) – polska lekkoatletka specjalizująca się w wielobojach.

## Kariera
Brązowa medalistka mistrzostw Polski w siedmioboju (Szczecin 2008) rozegranym w Zielonej Górze.